# Kourtney Kardashian
Kourtney Mary Kardashian (sinh ngày 18 tháng 4 năm 1979) là ngôi sao truyền hình, người mẫu, doanh nhân người Mỹ. Năm 2007, cô và gia đình bắt đầu tham gia vào chương trình truyền hình thực tế về chính gia đình mình là Keeping Up with the Kardashians.
Cùng với hai người em gái Kim và Khloé, Kourtney đang hoạt động trong ngành công nghiệp thời trang. Cả ba đã ra mắt một vài bộ sưu tập và dòng nước hoa riêng trên thị trường.

## Thời thơ ấu
Kourtney Mary Kardashian sinh ngày 18/4/1979 tại thành phố Los Angeles, California, cha mẹ cô là ông Robert và bà Kris. Dưới cô có 2 em gái là Kim và Khloé, 1 em trai là Robert (Rob Junior). Năm 1991, cha mẹ cô ly dị, mẹ cô kết hôn với vận động viên điền kinh Bruce Jenner cùng năm đó. Bruce có 4 con riêng là Burton "Burt", Brandon, Brody và Casey. Kris và Bruce cũng sinh được 2 con gái là Kendall và Kylie Jenner.
Cô học trường Trung học Marymount, một trường nữ sinh Công giáo ở Los Angeles. Sau khi tốt nghiệp, cô tiếp tục theo học Đại học Southern Methodist ở Dallas, Texas trong hai năm. Sau đó, cô thi vào Đại học Arizona (thành phố Tucson, Arizona) và tốt nghiệp bằng cử nhân khoa sân khấu. Trong số bạn học của Kourtney, có diễn viên Nicole Richie và cầu thủ bóng rổ Luke Walton.

## Đời tư

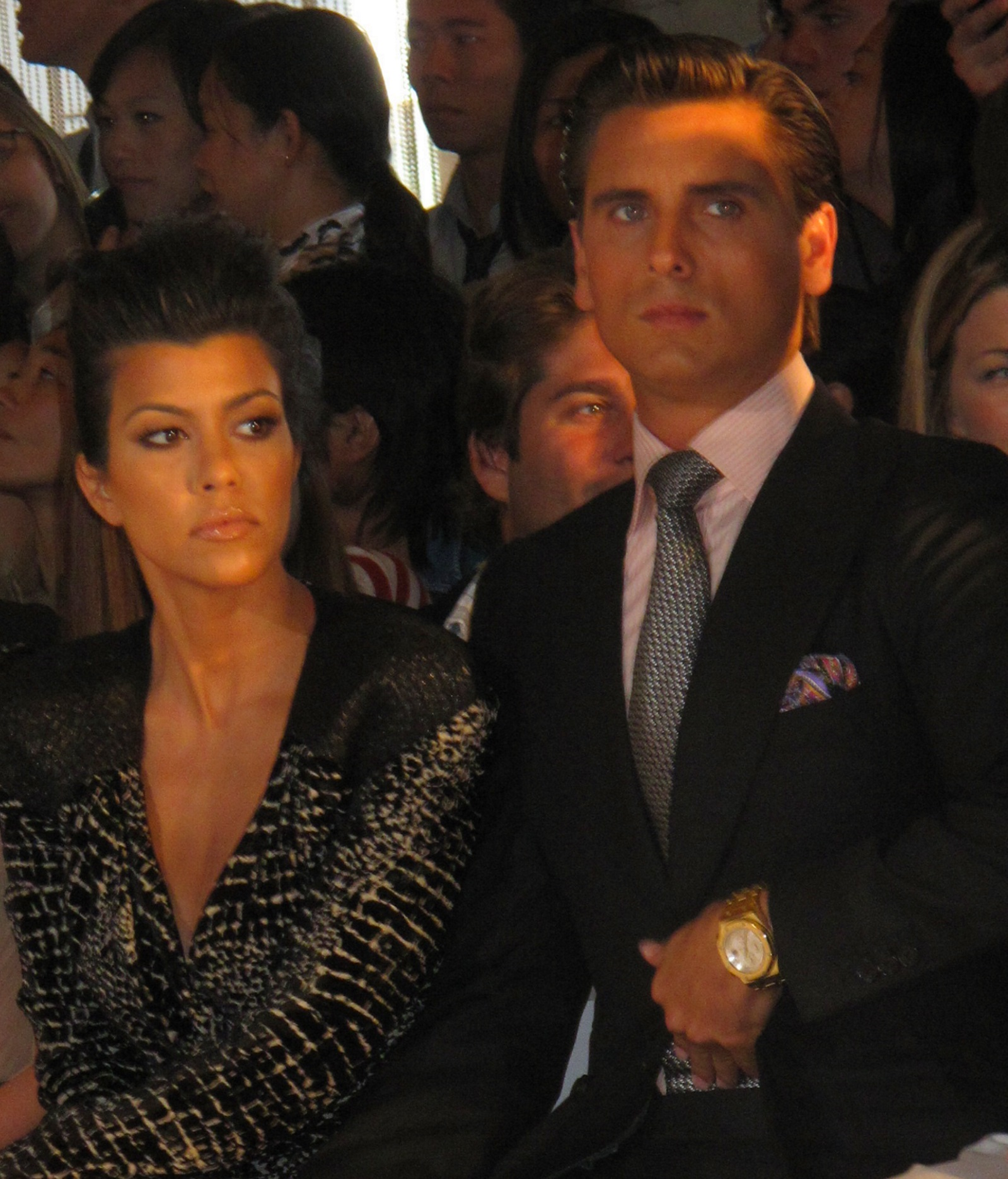
Kardashian và Scott Disick năm 2010

Kourtney hẹn hò Scott Disick từ năm 2006 đến 2015. Hai người gặp nhau qua người bạn chung là Joe Francis trong một bữa tiệc ở Mexico. Họ hiện có với nhau 3 con chung là: Mason Dash (trai, sinh ngày 14/12/2009), Penelope Scotland (gái, sinh ngày 8/7/2012) và Reign Aston (trai, sinh ngày 14/12/2014).

## Sách
- Kardashian, Kim; Kardashian, Kourtney; Kardashian, Khloé (2010). Kardashian Konfidential. St. Martin's Press. ISBN 0-312-62807-2.